# چانگ چون-چن
چانگ چون-چن یکی از شخصیت‌های مجموعه ماجراهای تن‌تن و میلو است که توسط هرژه نویسنده بلژیکی خلق شده است.
شخصیت چانگ اولین بار در کتاب گل آبی معرفی شد. او در این کتاب بعد از آشنایی با تن‌تن، به او در مواجهه با تبهکاران کمک کرد. در کتاب تن‌تن در تبت، بعد از آن‌که هواپیمای حامل چانگ در کوه‌های هیمالیا سقوط می‌کند، تن‌تن برای نجات وی به تبت سفر می‌کند. چانگ بعداً به انگلیس سفر می‌کند و از طریق نامه با تن‌تن و کاپیتان هادوک در تماس می‌ماند.